# ヴォルシスキー市電
ヴォルシスキー市電（ロシア語: Волжский трамвай）は、ロシア連邦（旧：ソビエト連邦）の都市・ヴォルシスキーを走る路面電車である。

## 歴史
ロシア連邦（旧：ソビエト連邦）南部の都市・ヴォルシスキーの歴史は、当時ヨーロッパ最大の水力発電所として計画されたスターリングラード水力発電所（現：ヴォルガ水力発電所）建設にあたり労働者の居住地および工業都市として1952年から始まった。急速な都市開発が行われる中、課題となったのは都市に住む人々の交通手段であった。当初は模範的なソ連の都市を作ると言う目標があった事から交通網の整備には慎重な意見も出されていたが、急速な発展に伴い1962年に住宅地と工業地帯を結ぶ公共交通として路面電車が建設される事が決定した。最初の路線が営業運転を開始したのは1963年12月30日である。
当初は東ドイツ製のゴータカーと呼ばれる2軸車（T2-62形・B2-62形）が導入されたが、輸送量の増加や連結器・乗降扉の不具合の頻発により1965年以降はチェコスロバキア製のタトラT3やソビエト連邦の企業・ウスチ＝カタフスキー車両製造工場製のKTM-5といったボギー車が導入された。路線網についてもヴォルシスキーの都市開発に合わせて延伸が続き、1968年（2号線）1976年（3号線）、1991年（4号線）、1993年（5号線）と延伸を繰り返した。
ソビエト連邦の崩壊後は一部路線の廃止が行われた一方、2004年12月2日には新たな支線の建設が行われ、同時に系統の増設も実施された。また経営母体については、開業後ヴォルシスキーの機械工場の輸送部門として運営されていたが、企業の発展上非合理的であった事から1992年以降はヴォルシスキー市が所有する市営企業によって管理されている。開業から55年以上が経過した2020年現在も、ヴォルシスキー市電は環境に優しい公共交通機関としてヴォルシスキーの重要な輸送手段として活躍を続けている。

## 系統
2020年現在、ヴォルシスキー市電では以下の7系統が運行している。
| 系統番号 | 起点           | 終点         | 備考・参考              |
| -------- | -------------- | ------------ | ----------------------- |
| 1        | ул. Логинова   | СВ           | [ 4 ]                   |
| 2        | пос. Рабочий   | СВ           | [ 5 ]                   |
| 2A       | пос. Рабочий   | СВ           | 第2系統とは経路が異なる |
| 3        | пос. Рабочий   | ул. Логинова | [ 7 ]                   |
| 4        | ул.Карбышева   | ул.Логинова  | [ 8 ]                   |
| 4A       | ул. Оломоуцкая | ул. Логинова | [ 9 ]                   |
| 7        | ул. Оломоуцкая | ТЭЦ-1        | [ 10 ]                  |

## 車両
2015年の時点で、ヴォルシスキー市電に在籍する電車の形式は以下の通りである。
- タトラT3SU
- KTM-5（71-605）
- KTM-11（71-611）[12]
- KTM-19（71-619）

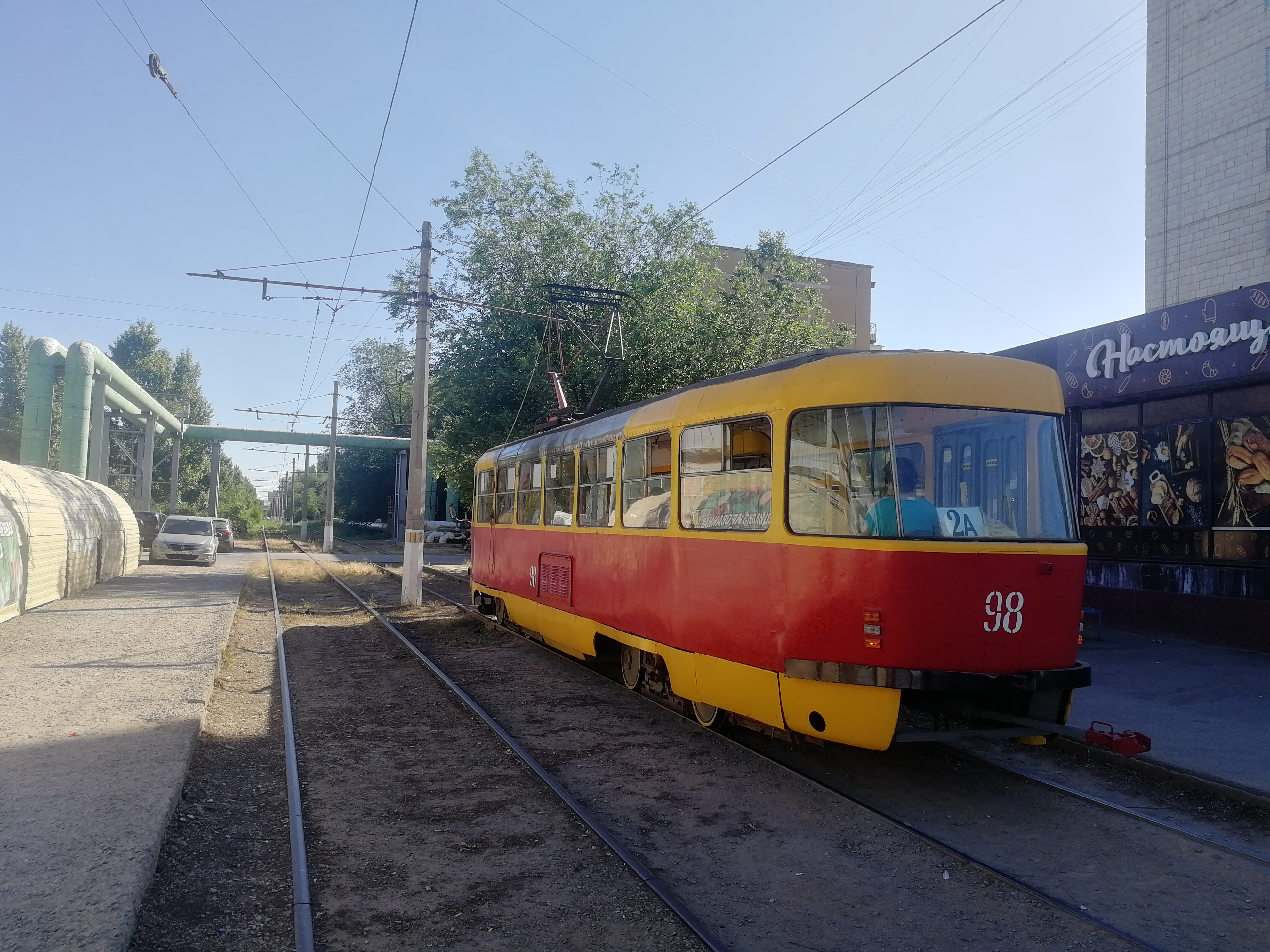
タトラT3SU（後方） （2022年撮影）
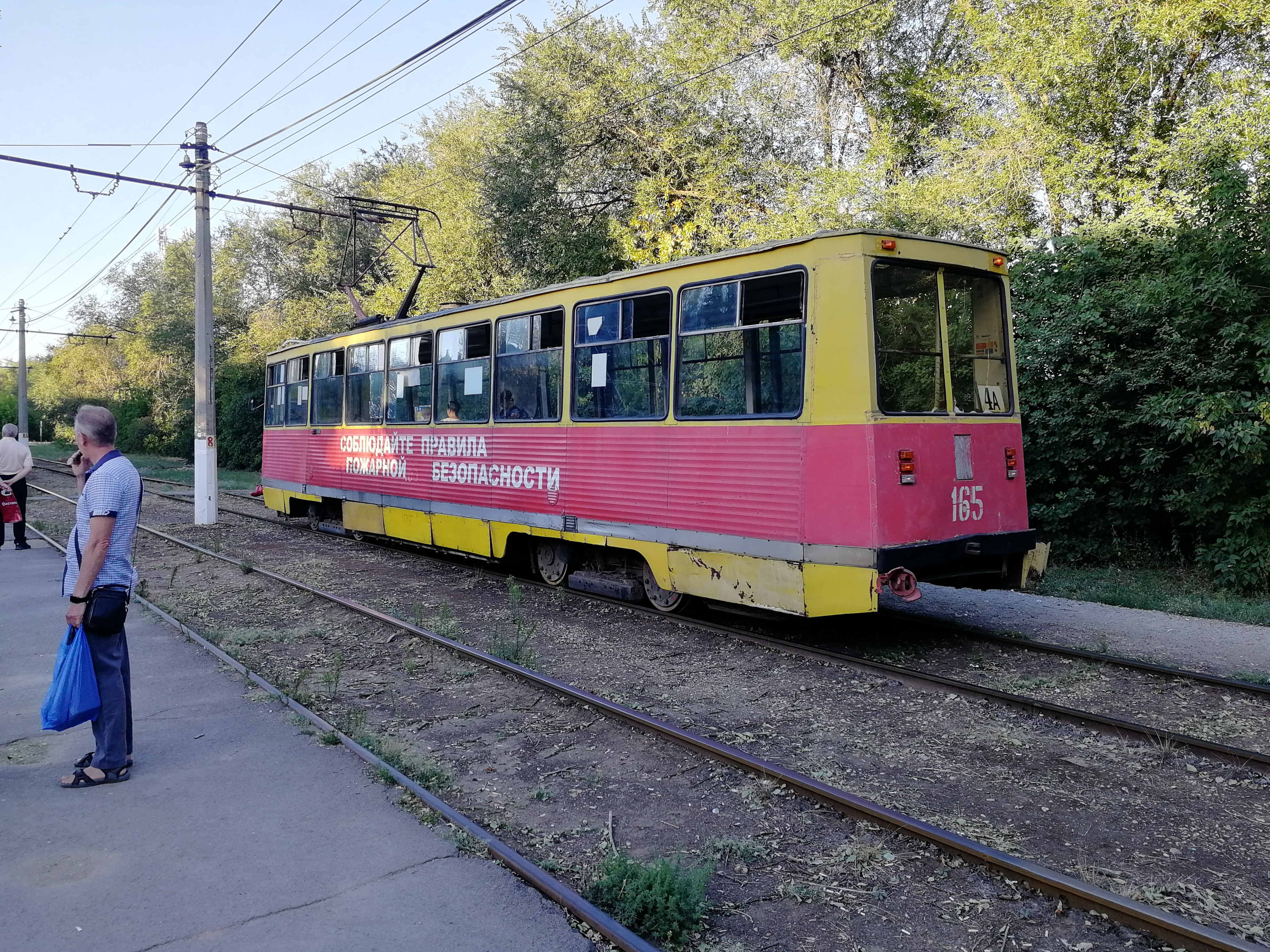
71-605（後方） （2022年撮影）
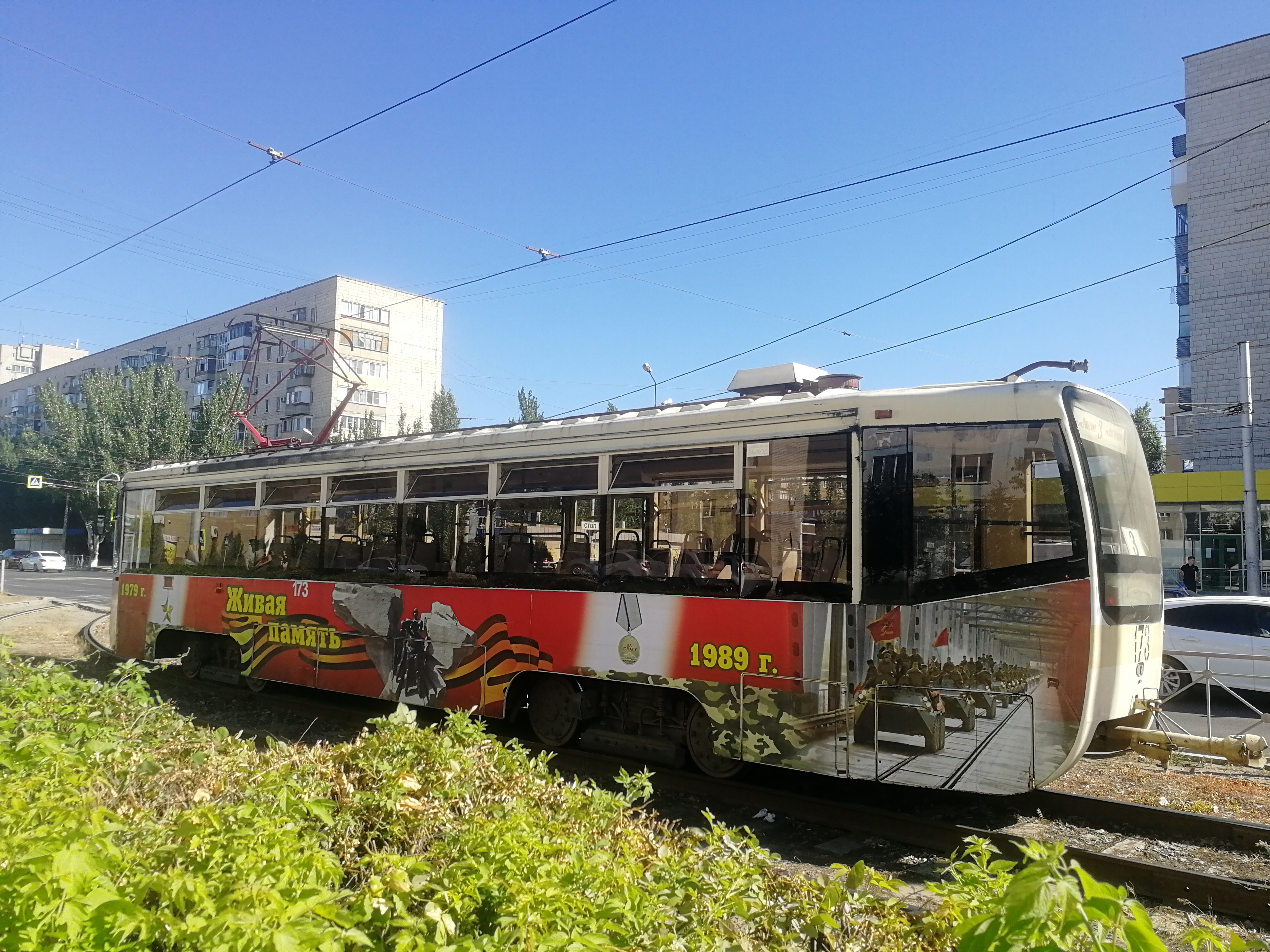
71-619（後方） （2022年撮影）